# Boursies
 Boursies  es una población y comuna francesa, en la región de Norte-Paso de Calais, departamento de Norte, en el distrito de Cambrai y cantón de Marcoing.
Se encuentre en un exclave del departamento de Norte en el de Paso de Calais.

## Demografía
| 297 | 318 | 285 | 239 | 243 | 285 |
| Para los censos de 1962 a 1999 la población legal corresponde a la población sin duplicidades (Fuente: INSEE [Consultar]) |     |     |     |     |     |